# Comtat d'Orleans (Nova York)
Orleans és un comtat a la part occidental de l'Estat de Nova York amb 40.343 habitants censats al 2020. La seu del comtat és Albion. El comtat va rebre el seu nom per insistència de Nehemiah Ingersoll tot i que els historiadors no estan segurs de com es trià el nom. Les dues teories que competeixen són que va ser anomenat en honor a la Casa d'Orleans francesa o que va ser en honor a la victòria d'Andrew Jackson a Nova Orleans. El comtat forma part de la regió dels Finger Lakes de l'estat.

## Història
El 1784, després del tractat de pau que va posar fi a la Guerra de la Independència, el nom del comtat de Tryon fou canviat a comtat de Montgomery en honor del general Richard Montgomery. Aquest havia capturat diversos llocs al Canadà i havia mort intentant capturar la ciutat de Quebec. Va substituir el nom del llavors odiat governador colonial britànic. El 1789 el comtat d'Ontario s'escindí del de Montgomery. En aquest període s'establiren milers de migrants a l'oest de l'estat des de Nova Anglaterra i l'est de Nova York, donant peu a la creació de més comtats.
El 1802 es creà el comtat de Genesee dividint el comtat d'Ontario. El comtat de Genesee es dividí en el comtat d'Allegany el 1806, els comtats de Cattaraugus, Chautauqua i Niagara el 1808, els comtats d'Ontario, Livingston i Monroe el 1821, i finalment el comtat d'Orleans el 1824.
Quan es va formar el comtat d'Orleans el 1824, sorgí una disputa sobre si li posarien el nom del president Andrew Jackson o del president John Adams. Durant i després de l'era napoleònica a França, nombrosos refugiats francesos arribaren a Nova York, alguns dels quals s'establiren al nord de l'estat.

## Geografia
Segons l'Oficina del Cens el comtat té una superfície de 817 milles quadrades (2,120 km2) de les quals 391 milles quadrades (1,010 km2) son terra ferma i 426 milles quadrades (1,100 km2)  (52%) son cobertes per les aigues.
El comtat d'Orleans ha creat un mapa interactiu de llocs destacats perquè els visitants puguin veure durant la seva visita al comtat. Hi ha dues preses importants a Oak Orchard Creek que han creat zones públiques per a la navegació. Entre aquestes l'estany de Waterport al town  de Carlton, també anomenat llac Alice pels locals. i el llac Glenwood] al town  de Ridgeway i el village de Medina
Hi ha dos parcs estatals (Lakeside Beach i Oak Orchard  )i molts parcs municipals repartits per tot el comtat.

### Transport
El comtat d'Orleans té vuit pistes d'aterratge privades i un aeroport d'ús públic: l'aeroport de Pine Hill (9G6).
RTS Orleans ofereix servei d'autobús al comtat d'Orleans. El Departament d'Obres Públiques del comtat té la seu a Albion i s'encarrega del manteniment de carreteres, entre altres coses encarregant-se de la supervisió de la construcció i reparació de carreteres, ponts i rases del comtat; i l'eliminació de neu i glaç de les calçades.

### Comtats adjacents
- Comtat de Monroe - est
- Comtat de Genesee - sud
- Comtat de Niagara - oest

### Entitats de població

Els límits dels town i villages del comtat

Tots els assentaments més grans són villages
| # | Ubicació    | Població |
| - | ----------- | -------- |
| 1 | Medina      | 6.065    |
| 2 | † Albion    | 6.056    |
| 3 | Holley      | 1.811    |
| 4 | Lyndonville | 838      |

Towns
- Albion
- Barre
- Carlton
- Clarendon
- Gaines
- Kendall
- Murray
- Ridgeway
- Shelby
- Yates

Villages
- Albion (seu del comtat)
- Holley
- Lyndonville
- Medina

Hamlets
- Ashwood
- Barre Center
- Baldwin Corner
- Brockville
- Carlton Station
- Childs
- County Line
- Eagle Harbor
- East Shelby
- Fancher
- Gaines
- Hindsburg
- Hulberton
- Jeddo
- Jones Beach
- Kendall Mills
- Kent
- Kenyonville
- Knowlesville
- Kuckville
- Lomond Shore
- Millers
- Millville
- Oak Orchard
- Point Breeze
- Sawyer
- Shadigee
- Shelby Center
- Sunset Beach
- Yates Center
- Waterport
- West Barre
- West Gaines
- West Shelby

## Govern i política
A partir de 1824 el govern del comtat fou dirigit per una junta de supervisors, formada per supervisors electes de cada township del comtat d'Orleans. Aquesta representació geogràfica significava que els residents de les zones més urbanitzades estaven infrarepresentats a la junta.
El 1980 l'estat i el comtat establiren una legislatura electa de set membres per substituir la junta de supervisors. Els representants s'elegeixen per districtes uninominals amb una població aproximadament igual. Està encapçalat per un president.
El comtat d'Orleans votava pel partit Whig en totes les eleccions presidencials entre 1828 i 1852, avui dia és fortament republicà. Ha votat republicà en totes les eleccions presidencials des de la fundació del partit el 1856, llevat la del 1964.

## Demografia
Segons el cens del 2010 al comtat hi havia 42.883 persones, 16.119 llars i 10.872 famílies resultant una densitat era de 113 habitants per milla quadrada (44/km2)   Hi havia 17.347 habitatges amb una densitat mitjana de 17 habitatges/km² (44 hab./milla quadrada). El perfil racial del comtat era: 89,8% blancs, 5,9% negres o afroamericans, 0,6% nadius americans, 0,4% asiàtics, 0% illencs del Pacífic, 1,3% d'altres races i 1,9% de dues o més races. El 4,1% de la població era hispana o llatina de qualsevol raça. Segons el cens del 2000 el 20,3% eren d'ascendència alemanya, el 18,3% anglesa, el 10,8% italiana, el 10,3% irlandesa, el 9,4% americana i el 7,3% polonesa, i el 96,0% parlaven anglès i el 3,0% castellà com a llengua materna.
El cens del 2010 revelà que hi havia 16.119 llars, el el 31,2% de les quals hi vivien menors de 18 anys, el 49% eren parelles casades vivint plegades, el 12,4% tenien una dona de cap de família sense marit present; i el 32,6% no eren famílies. El 26,2% de totes les llars estaven formades per una sola persona, i l'11% tenien una persona de 65 anys o més vivint sola. De mitjana a les llars hi vivien 2,5 persones, augmentant a 2,99 en el cas d'habitatges ocupats per famílies.
Al comtat, la població es distribuïa en les següents classes etàries: un 19,8% menors de 18 anys, un 8,8% de 18 a 24 anys, un 24,2% de 25 a 44 anys, un 29,8% de 45 a 64 anys i un 17,40% majors de 65 anys. L'edat mediana era de 41 anys.
Els ingressos medians per llar al comtat era de 48.731 dòlars. Els homes tenien una renda mediana de 32.450 dòlars enfront dels 22.605 dòlars de la de les dones. La renda per càpita del comtat era de 16.457 dòlars. Un 15,2% de la població estava per sota del llindar de la pobresa .
| Raça                     | Núm. (2010) | Perc.(2010) | Núm. (2020) | Perc.(2020) |
| ------------------------ | ----------- | ----------- | ----------- | ----------- |
| Blanc (NH)               | -           | 89,8%       | 34.037      | 84,4%       |
| Negre o afroamericà (NH) | -           | 5,9%        | 1.840       | 4,6%        |
| Natiu americà (NH)       | -           | 0,6%        | 177         | 0,5%        |
| Asiàtic (NH)             | -           | 0,4%        | 154         | 0,4%        |
| Illenc del Pacífic (NH)  | -           | 0%          | 12          | 0,02%       |
| Altres/mixtes (NH)       | -           | 1,3%        | 2.036       | 5,04%       |
| Hispà o llatí            | -           | 1,9%        | 2.087       | 5,2%        |

## Cultura
El comtat té cinc districtes escolars públics, tot i que els límits reals del districte poden estendre's als comtats veïns, i el mateix passa amb els districtes dels comtats veïns. Els cinc districtes, d'oest a est, són:
- Districte escolar central de Lyndonville (meitat nord del terç occidental, que cobreix aproximadament el poble de Lyndonville i les towns de Yates i Ridgeway)
- Districte escolar central de Medina (meitat sud del terç occidental, que cobreix aproximadament el village de Medina i els towns de Ridgeway i Shelby)
- Districte escolar central d'Albion (terç mitjà, que cobreix aproximadament el village d'Albion i els towns de Carlton, Gaines, Albion i Barre)
- Districte escolar central de Kendall (meitat nord del terç oriental, que cobreix aproximadament els towns de Kendall i Murray)
- Districte escolar central de Holley (meitat sud del terç est, que cobreix aproximadament el village de Holley i els towns de Murray i Clarendon)

Cadascun d'aquests districtes escolars participa en el BOCES d'Orleans/Niagara o el BOCES de Monroe #2-Orleans.
Hi ha una escola no confessional de K-12 al comtat, l'Escola Cristiana del Comtat d'Orleans
Un college manté campus satèl·lits al comtat d'Orleans.
- Genesee Community College - Albion (aquest campus ha estat declarat inactiu i tot el personal i les operacions s'han traslladat al campus de Medina)
- Genesee Community College - Medina

El comtat d'Orleans té 4 biblioteques públiques que donen servei a la seva població.
- Biblioteca comunitària gratuïta, situada a Holley
- Biblioteca Hoag, situada a Albion
- Biblioteca Memorial Lee-Whedon, situada a Medina
- Biblioteca Comunitària Yates, situada a Lyndonville

El comtat d'Orleans hi ha diversos museus públics, entre aquests: el Museu del Còmput,  Museu del Ferrocarril de Medina, Museu del Far d'Oak Orchard